# Ной-Анспах
Ной-Анспах (нім. Neu-Anspach) — місто в Німеччині, знаходиться в землі Гессен. Підпорядковується адміністративному округу Дармштадт. Входить до складу району Верхній Таунус.
Площа — 36,14 км2. Населення становить 14 619 ос. (станом на 31 грудня 2020).